# Санкт-Петер-ам-Харт
Санкт-Петер-ам-Харт (нем. Sankt Peter am Hart) — коммуна (нем. Gemeinde) в Австрии, в федеральной земле Верхняя Австрия.
Входит в состав округа Браунау-на-Инне.  Население составляет 2405 человек (на 31 декабря 2005 года). Занимает площадь 23 км². Официальный код  —  40438.

## Политическая ситуация
Бургомистр коммуны — Рюдигер Бухгольц (СДПА) по результатам выборов 2003 года.
Совет представителей коммуны (нем. Gemeinderat) состоит из 25 мест.
- СДПА занимает 14 мест.
- АНП занимает 9 мест.
- АПС занимает 2 места.